# Undercurrent (альбом Билла Эванса и Джима Холла)
Undercurrent — джазовый альбом 1962 года пианиста Билла Эванса и гитариста Джима Холла. Эти два исполнителя снова сотрудничали в 1966 году над альбомом Intermodulation.

## Предыстория
Оправившись после смерти Скотта ЛаФаро в начале июля 1961 года, Эванс несколько месяцев не записывался и даже не играл на фортепиано. Когда он снова начал записываться в октябре, то в качестве аккомпаниатора в проектах с Марком Мёрфи, Херби Манном, Дэйвом Пайком и Тэддом Дамероном. Только с этим альбомом, записанным весной 1962 года, он снова стал лидером.

Его коллега Холл вспоминал:
В круг, в который Джордж Расселл приглашал к себе, входили Джимми Джуффре, Боб Брукмайер, Гил Эванс, Зут Симс, Билл и другие. Мне не казалось странным записывать пластинки вместе. У кого-то всегда была назначена дата записи. Я имею в виду,что мы так и делали. Это было очень захватывающе. Мы не думаем о «джазовой истории».
Позже, в 1962 году, Эванс и Холл записывались вместе с более крупными ансамблями в альбомах Interplay, Loose Blues (который был выпущен только после смерти Эванса) и The Gary McFarland Orchestra.

## Репертуар
Альбом открывается кавером на любимую джазовую композицию «My Funny Valentine» Ричарда Роджерса, которую, как отмечает Кит Шедвик, «обычно исполняют джазовые музыканты как угрюмую балладу», но здесь это «единственная быстрая песня в альбоме»; она также была «последней записанной пьесой в тот день». Программа включает в себя другие джазовые стандарты, а также «Skating in Central Park» Джона Льюиса из его джазового саундтрека к фильму Ставки на завтра, в котором играли и Эванс, и Холл. В альбом не вошли оригинальные композиции Эванса, но дуэт исполняет «Romain» Холла, которая ранее была записана Modern Jazz Quartet  Льюиса для альбома Pyramid.

## Исполнение
Биограф Эванса Питер Петтинджер отмечает: «Сочетание фортепиано и гитары, по сути, аккордовых инструментов, сопряжено с риском. Хотя джазовые музыканты с лёгкостью используют альтернативные аккорды, одновременный выбор двух допустимых, но разных аккордов вполне может не сработать. Эвансу и Холлу хватило ума и взаимной осведомлённости, чтобы избежать этой ловушки. И чтобы избежать перегруженности фактурой, оба осознавали ценность пространства, и каждая нота в их совместном произведении была на счету».

## Обложка и переиздания
На обложке альбома Undercurrent изображена фотография Тони Фрисселл под названием "Weeki Wachee Spring, Флорида," которую Шедвик описывает как "потрясающую". Альбом был первоначально выпущен на лейбле United Artists, а затем переиздан на Solid State в 1968 году. Позже альбом был переиздан на лейбле Blue Note; и Blue Note, и United Artists Records на протяжении многих десятилетий были частью одного каталога. На оригинальной пластинке и первом переиздании на компакт-диске в 1988 году была представлена обрезанная версия с синими оттенками, на которую белым цветом были нанесены название и логотип Blue Note; но для переиздания на 24-битном компакт-диске в 2002 году изображение было восстановлено в первоначальном чёрно-белом цвете и размере, без надписей. Переиздания на компакт-дисках также включают четыре бонус-трека, в том числе альтернативные версии «My Funny Valentine» и «Romain».

## Приём
| Оценки критиков                      | Оценки критиков         |
| Источник                             | Оценка                  |
| ------------------------------------ | ----------------------- |
| DownBeat                             | · (Original Lp release) |
| AllMusic                             | [ 8 ]                   |
| All About Jazz                       | [ 9 ]                   |
| The Penguin Guide to Jazz Recordings | [ 10 ]                  |

В своей рецензии от 26 ноября 1962 года для журнала DownBeat джазовый критик Пит Уэлдинг пишет: «Это сотрудничество между Эвансом и Холлом привело к созданию одной из самых прекрасных, очаровательных музыкальных композиций, которые мне доводилось слышать».
Скотт Яноу из AllMusic отмечает: «И у Эванса, и у Холла были интроспективные и гармонично развитые стили наряду с корнями в хард-свингующий бибоп. Там на прекрасном сете больше разнообразия, чем ожидалось, с некоторыми конфорками, балладами, вальсами и даже некоторыми намёками на классическую музыку. Рекомендуется.»
Петтингер комментирует: «Одна из загадок музыки, которая не поддаётся анализу, — это способность двух музыкантов особенно хорошо играть вместе, чувствовать и инстинктивно подстраиваться под то, что делает другой. [Этот альбом] стал примером такого секрета. В этой возвышенной встрече у артистов были общие музыкальные ценности, и Холл признавался, что долгое время находился под влиянием Эванса. Оба, кроме того, очень любили камерную музыку».
Шедвик добавляет: «Особые навыки каждого музыканта в импровизационном контрапункте и чувственном аккомпанементе заметны на протяжении всего этого в основном размышления. Их равные, но разные способности в ласкании мелодической линии посредством градаций прикосновения и крошечных ритмических смещений держат слушателя заворожённым при каждом новом раскрытии более глубоких уровней смысла песни». Он также выделил исполнение «Dream Gypsy» как «одно из самых пронзительных и вызывающих воспоминания в сете».

## Список треков
Оригинальный LP
1. "My Funny Valentine" (Ричард Роджерс, Лоренц Харт) – 5:21
2. "I Hear a Rhapsody" (Джек Бейкер, Джордж Фрагос, Дик Гаспарр) – 4:36
3. "Dream Gypsy" (Джудит Виверс)– 4:33
4. "Romain" (Джим Холл) – 5:19
5. "Skating in Central Park" (Джон Льюис) – 5:19
6. "Darn That Dream" (Эдди ЛеЛанж, Джимми Ван Хьюзен) – 5:04

Бонус-треки переиздания 2002 года Blue Note на CD:
1. "Stairway to the Stars" (Мэтти Молнек, Митчелл Пэриш, Фрэнк Синорелли) – 5:38
2. "I'm Getting Sentimental Over You" (Джордж Бассман, Нед Вашингтон) – 4:13
3. "My Funny Valentine" [Альтернативный дубль] – 6:54
4. "Romain" [Альтернативный дубль] – 5:24

Записано 24 апреля (треки 2, 7, 8) и 14 мая (остальные), 1962 года.

## Музыканты
- Билл Эванс – фортепиано
- Джим Холл – гитара